# کلیسای جامع کلانشهر بوینس آیرس
کلیسای جامع کلانشهر بوینس آیرس (اسپانیایی: Catedral Metropolitana de Buenos Aires‎) اصلی‌ترین کلیسای کاتولیک در بوینس آیرس، آرژانتین است. در مرکز شهر، مشرف به میدان د مایو، در نبش خیابان‌های سن مارتین و ریواداویا، در محله سن نیکولاس واقع شده‌است. این کلیسا مادر کلیسای اسقف اعظم بوینس آیرس و کلیسای ابتدایی آرژانتین است.